# 星野一義
星野 一義（ほしの かずよし、1947年7月1日 - ）は、日本の元レーシングドライバーである。現在は株式会社ホシノインパル代表取締役会長。静岡県安倍郡玉川村（現：静岡市葵区）出身。血液型：A型。現役時代は「日本一速い男」と呼ばれた。
同じくレーシングドライバーの星野一樹は長男。

## 経歴

### 2輪時代
生家は生菓子の製造・販売業を営み、周囲と比して裕福な家庭に育った。野球少年だった星野は、父・又平が道楽で何台も自動車を所有していたこともあり、乗り物好きでもあった。中学生の時には無免許にもかかわらず、父親からオートバイを買ってもらい、それを乗り回したり改造したりしていたという。この頃には「オートバイ」や「モーターサイクリスト」などのオートバイ雑誌を読み漁っては、マン島TTレースやロードレース世界選手権（WGP）に参戦している北野元や高橋国光が駆るホンダのマシンに思いを馳せていた。
星野は東海大学第一高等学校（現：東海大学付属翔洋高等学校）を1年生の1学期が終わったところで中退し、しばらくは静岡市内のオートバイ販売店で働くが、ほどなくして当時東海大学に通っていた兄・幸雄を頼って神奈川県に移り、カワサキワークスライダーだった安良岡健に弟子入りを志願、安良岡の同僚だった三橋実が率いるカワサキ系モトクロスチーム「カワサキ・コンバット」に加入した。16歳になった星野は、ここで後に一緒にホシノインパルを立ち上げることになる金子豊と出会っている。しかし、1964年のデビューレースでは転倒し脳震盪のため搬送され入院というデビューだった。
1967年に夫人と結婚。翌1968年には同じカワサキ系ワークスチームの「神戸木の実レーシング」（片山義美が主宰）に移籍してカワサキの契約ライダーとなる。同年の全日本モトクロス選手権の90cc・125cc両クラスではチャンピオンを獲得し、タイトル獲得の褒美としてセニア最優秀選手に選ばれ、日本モーターサイクルスポーツ協会 (MFJ) からヨーロッパ視察旅行を与えられた。45日間に及ぶヨーロッパ研修旅行は同じく賞を受賞した松永喬、菱木哲哉、西信之とともに渡欧し、マン島TTレースをはじめとする欧州現地のスポーツを視察して回った。

### 4輪時代
星野はモトクロスの危険度の高さに見合った年収が得られないことに不満を感じており、練習場である富士スピードウェイ脇のダートコースから名物の30度バンクを駆け抜ける四輪レーサーを見て憧れを抱いていた。一度は収入面でモトクロス界より安定が見込めるオートレース転向も考えていたが、翌1969年にモトクロス仲間の歳森康師の推薦で日産自動車のワークスドライバーのテストを受け合格したのを機に、二輪から四輪へと転向した。1970年に日産に入社し、東京都大田区大森にあった日産宣伝部の契約ドライバー（俗に「大森ワークス」と呼ばれる）となり、主に当時「マイナーツーリング」と呼ばれた富士スピードウェイでのツーリングカーレースなどで活躍する。星野はスカイラインやフェアレディでのレース参戦を望んでいたが、星野の希望するこれらのマシンは一軍格である追浜ワークスの高橋国光、北野元、黒沢元治らが乗るものであり、日産での二軍に相当する大森ワークスの星野は新開発の前輪駆動（FF）車であるチェリーでの参戦を指示され、FF車が好きではない星野は内心「FFは（星野が嫌いな）アンダーステアも出るし、なんでFFでレースしなきゃいけないんだ」と思いながら参戦していたという。
1974年、大森ワークスの先輩（リーダー）である鈴木誠一と折半で、マーチF3のシャシーを購入し、FJ1300に参戦。エンジンは、鈴木たちが設立した東名自動車（現・東名パワード）がチューニングを手掛けた。星野はFJ1300のデビュー戦で優勝。この頃には第一子となる長女が誕生して一児の父となった。
1975年、国内トップカテゴリーの全日本F2000選手権に第2戦から参戦を開始。参戦した4レース全てでポールポジションを獲得し、うち2勝を挙げてシリーズチャンピオンを獲得した。この王者決定レース後、観戦に来ていた父親を見つけ、それまで観戦したいなどと一度も言ったことのない父が、実は静岡から離れた鈴鹿まで来てレースを見ていたことを初めて知った。その時の父親はチャンピオン獲得した星野を見て感極まっており、その顔を見たことは星野にとって生涯忘れられない記憶になったという。
1976年、ヒーローズレーシングに加入。全日本F2000では2勝を挙げランキング4位となる。10月に富士スピードウェイで行われたF1世界選手権イン・ジャパンにはヒーローズからスポット参戦。マシンは旧型のティレル・007で、決勝レースでは大雨の中一時3位を走行する健闘を見せるが、スペアタイヤが底をつきリタイアした（正確にはタイヤ自体は残っていたが、それを装着するホイールの予備がなかった）。以後、全日本F2選手権や全日本F3000選手権、富士グランチャンピオンレース、全日本FP選手権、全日本耐久選手権、全日本ツーリングカー選手権 (JTC) においてチャンピオンの常連となり、レースファンやメディアから「日本一速い男」と呼ばれるようになる。
1977年にはヒーローズでの2年目を迎え、前年に初の2000ccレース出場で好走を見せた6歳後輩となる新人中嶋悟が加入、星野のチームメイトとなった。F2000で星野は8戦中4勝を挙げチャンピオンを獲得。秋のF1日本GPにコジマエンジニアリングKE009にて参戦、11位完走を果たす。同年10月には第二子となる長男の一樹が誕生した。
1978年、ヒーローズでのNo.1ドライバーは完全に星野だったが、この年のF2000第3戦鈴鹿で中嶋がポール・トゥ・フィニッシュで星野を破って以降、徐々に両者の関係には緊張状態が生じる。同年、中嶋がイギリスF3に参戦するため、競技ライセンスをJAF競技ライセンスからイギリス王立自動車クラブ（RAC）発行のものに切り替えたこともあり、F2000タイトルは星野が獲得することになったが、シーズン終了後に中嶋が「チームにエース2人はいらないよ」とヒーローズから離脱、生沢徹の率いるチームi&iに移籍した。
同年6月、星野曰く「頭の中に常にあった」というヨーロッパ挑戦を実現させ、ヨーロッパF2第6戦ルーアン・レゼサールと第7戦ドニントン・パークの2戦にスポット参戦した。日本で連勝していた体制をそのまま持ち込み、ヒーローズのノバ532・BMW（ケン松浦チューン）にブリヂストンタイヤで参戦したが、ヨーロッパF2で多勢を占めていたマーチ782・BMWとグッドイヤータイヤのパッケージには予選タイムで及ばず、決勝もドライブシャフトのトラブルが立て続き2戦ともリタイア。当初予定では第10戦エンナまで参戦予定だったが、ドライブシャフトのスペアがなくなってしまったためドニントンパークのレースにて遠征を終了せざるを得なかった。この遠征には当時の金額で1,200万円を費やした。以後、星野はヨーロッパへの思いを封印し、国内レースへと集中することを決意した。
1980年、ドライバーとしてはヒーローズと契約更新するが、かねてより考慮していた自身の会社設立に動き、モトクロス時代の仲間である金子豊と共に「ホシノインパル」を設立。星野は当時32歳であったが、先輩レーサーを見ていてその定年が30代半ばで来ると感じ、現役トップの頃に自分で会社を作り、自動車を通じたビジネスを成功できれば、との思いがあった。なお、当初は飲食店での起業も考えたというが、自分には車しかないと考え、まずはホイールからやってみようとエンケイの鈴木順一社長に相談。しかし星野がデザインに携わったインパルホイールをエンケイ工場で試作木型にて立体化してみると、そのデザイン性の欠如と、商品としての魅力を感じないことに星野は愕然とし、目の前が真っ暗になったという。その星野の様子を見た鈴木は資料やデザイン提供などの協力で星野を助け、星野は後年「インパルが成功できたのはあの時鈴木社長が思いやりで僕を助けてくれたから」と感謝を述べている。金子とともに九州から北海道まで全国のホイールを取り扱うショップを巡る営業活動をレース活動の合間に地道に繰り返していたが、インパルのホイールは最初の2年間はヒット商品が出なかった。

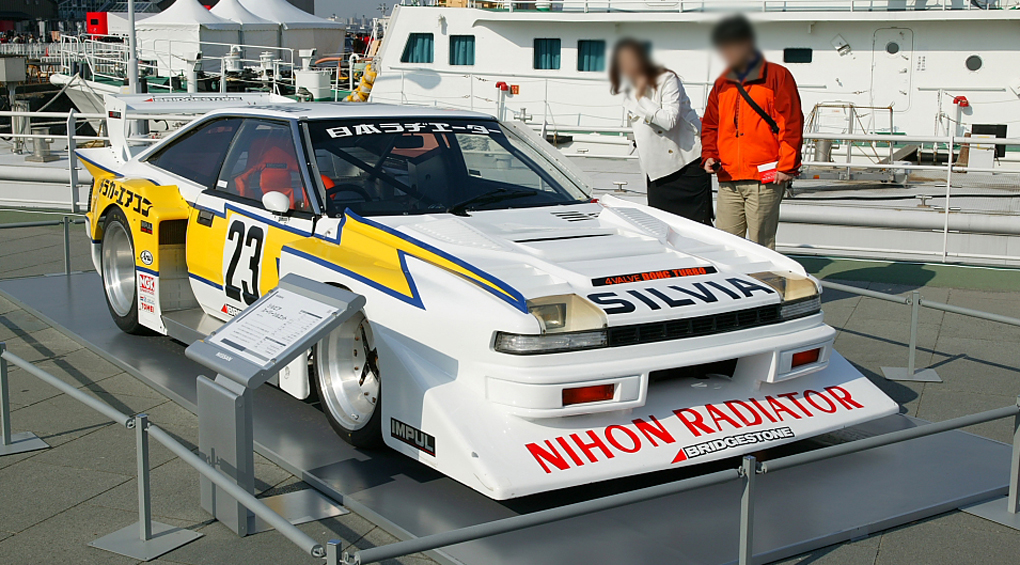
1982 ニチラ シルビア スーパーシルエット S110型S12外装

創業から2年経過した頃に転機が訪れ、星野自身が参戦する富士スーパーシルエットレースで「シルビア・スーパーシルエット」にインパルのホイールを装着し、そのホイールを元に市販化されたホイール「D-01シルエット」に注文が殺到、生産が追い付かない大ヒット商品となり月に2万本は売れたという。これによりIMPULブランドの知名度は大きく向上し、ようやくビジネスが軌道に乗り始めた。
ホシノインパルの業績が軌道に乗ったのを受け、1983年に自らのレーシングチームとして「ホシノ・レーシング」を設立し、ヒーローズレーシングから独立。全日本F2選手権と富士グランチャンピオンレースおよびスーパーシルエットレースに自らのチームで参戦するようになった。また、同年から始まった全日本耐久選手権にもホシノレーシングから萩原光とのコンビで参戦を開始。6月にはイギリスのドニントン・パークで行われたヨーロッパF2選手権第8戦にスポット参戦（マシンはマーチ832・BMW)し、4位入賞を果たす。なお、この遠征により星野が不在の期間に日本で開催されたスーパーシルエット・レースでは、星野の代わりに萩原がシルビア・スーパーシルエットに乗り参戦した。
1984年4月、IMPUL本社にショールームをオープンさせ、星野も転居し東京が活動拠点となった。同年の全日本F2ではチャンピオンとなった中嶋の後塵を拝しランキング3位に終わり、中嶋が使用するのと同じホンダV6エンジンの搭載を熱望するようになっていた。星野は自身が日産ワークスを離れる覚悟を決めてホンダと交渉、翌年からF2でホンダエンジンを搭載する契約を結ぶ（日産との契約継続の経緯については後述）。
1985年、富士スピードウェイで開催されたWEC-JAPAN（富士1000km）に松本恵二と萩原光とのチームでマーチ・85G/日産を駆り参戦。決勝では雨によるコンディション不良でスタート順延などレース運営の混乱もある中、星野が首位で独走を見せる。チームメイトの松本による「今の路面を一番理解している星野がこのまま交代しない方が勝つ可能性が高まる」との意見もあり、星野が単独ですべて走り切り優勝。日本人として初の世界選手権レース優勝者となった。
1986年4月、弟子として行動を共にすることが多かった後輩・萩原光がテスト走行中の事故で死去する悲劇に見舞われる。2か月後のル・マン24時間レースに松本恵二と、萩原の代役として起用された鈴木亜久里とのトリオで日産・R86Vで参戦。結果はトラブルによりリタイヤだったが、以後1998年まで星野は日産のル・マン24時間レース挑戦の主軸として参戦を続けることになる。全日本F2では中嶋がチャンピオンとなり、星野はランキング2位と敗れる。同年夏には中嶋が翌1987年からフルタイムF1ドライバーとしてロータス・ホンダと契約したことを発表。結果的に星野はホンダエンジンを使用するようになって以後の2年も全日本F2ランキングで中嶋を打ち破ることができなかった。唯一意地を見せる結果となったのは、同年の全日本F2で星野3勝、中嶋は1勝と勝利数で上回った事であった。
1987年には国内でのホンダF1エンジンのテストドライバーの役割を中嶋から引継ぎ、ウィリアムズ・ホンダでのテスト走行を行ったほか、この年以後日本での開催が復活したF1日本グランプリでスポンサー持込などの条件付きでベネトンなどのF1シートに誘われることも複数件あったが、「プロのドライバーはお金を貰って走るもの。払って乗せてもらうのはあり得ない」という信念を貫き、F1スポット参戦を見送っている。同年より全日本F2から全日本F3000へとトップカテゴリーが再編された。中嶋という最大のライバルがいなくなったこともあり、星野は4勝を挙げチャンピオンを獲得するが、フットワーク/ムーンクラフトとのジョイントにより良い参戦体制を得た鈴木亜久里が台頭し2勝を挙げ、その挑戦を受ける立場となりつつあった。

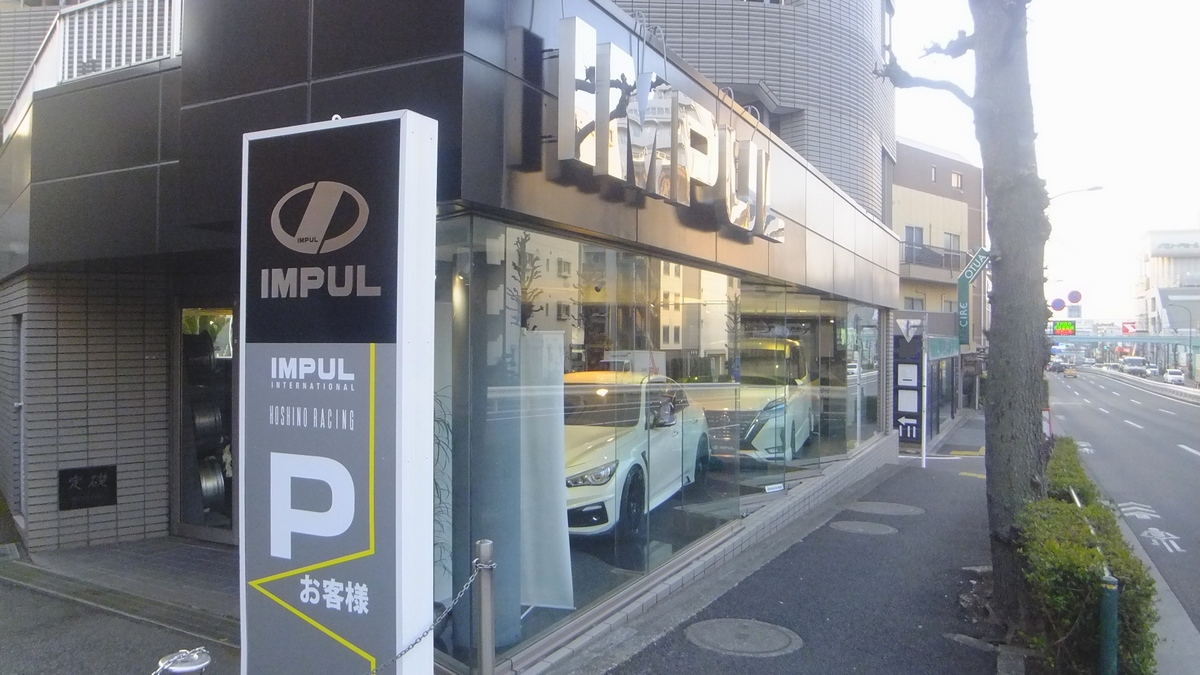
ホシノインパル本社 世田谷ショールーム

この時期にはインパルのメインバンクからの勧めもあって東京都世田谷区の環状八号線沿いの土地を購入し、ホシノインパル本社およびファクトリーを三鷹から移転させる計画を進め、1988年4月にIMPUL新本社とショールームが落成し移転が完了した。同年の全日本F3000選手権ではチャンピオンを鈴木亜久里に奪われランキング2位で終える。有効ポイント制だったため、総獲得ポイントでは星野の方が2ポイント上回り、勝利数も同じ3勝と僅差での敗退であった。中嶋に続き鈴木亜久里も星野を破ってF1シートを獲得したこともあり、星野は日本のレース界からF1に行くために越えるべき「最後の壁」としてレース専門誌や東京中日スポーツなどで報じられることもあった。以後1991年の片山右京や、1993年のエディ・アーバインも星野とのF3000タイトル争いを経てF1レギュラードライバーとしてデビューする結果となった。
1990年のル・マン24時間レースでは日産・R90CPで出場し5位入賞を果たす。これを皮切りに海外レースでの実績として、1998年のル・マン24時間レースには日産・R390で出場し、日本人ドライバートリオによる初の3位表彰台に輝いた。他にも1992年には林義正と水野和敏の指揮でデイトナ24時間レースに日産・R91CPで出場し、2位を9周引き離して完全優勝するなどの実績を挙げている。このレースでは他にもファステストラップ1分38秒495や、24時間の平均速度181.923 km/hなど、多くの記録を塗り替えた。

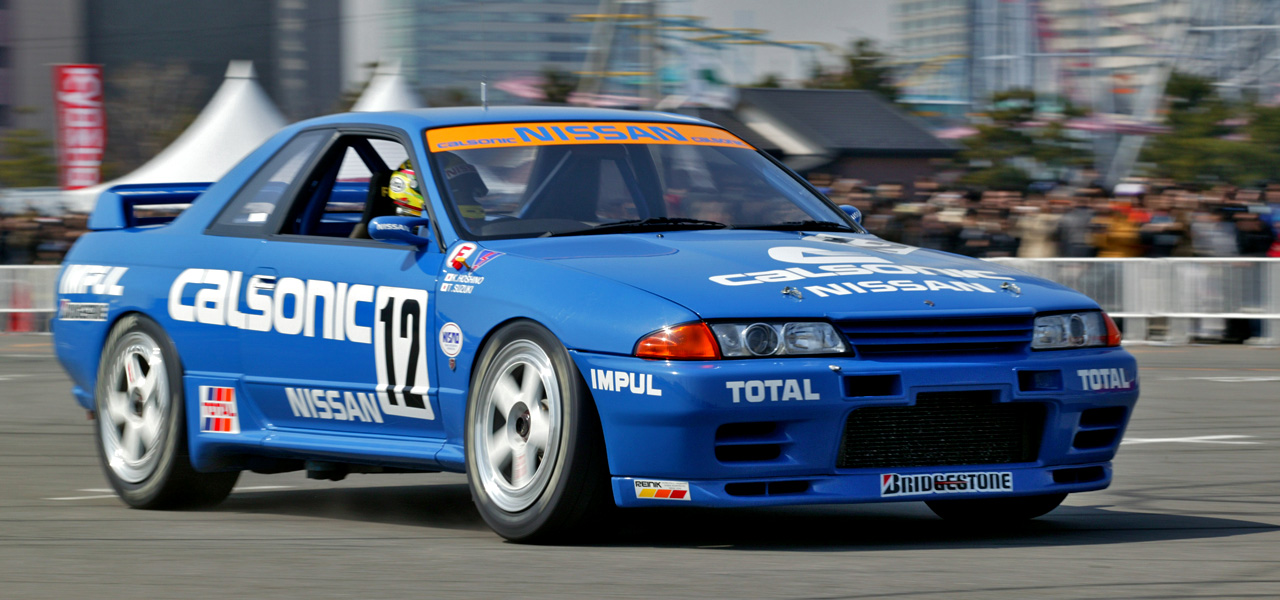
1990 カルソニック スカイライン
ニスモのエキシビションにて

1990年代に入ると全日本ツーリングカー選手権や全日本GT選手権にカルソニックカラーのスカイラインGT-Rで参戦し数多くの勝利を獲得、「カルソニックの星野」のイメージを強くした。
その傍らで全日本F3000選手権にも参戦を続けていたが、1997年シーズン開幕直前に持病の腰痛の悪化のため、国内トップのフォーミュラ・ニッポンからの引退を発表。以降も全日本GT選手権には5シーズン参戦し続けたが、2002年8月に現役ドライバーからの引退を発表した。

### 引退後
引退後は全日本GT選手権（現・SUPER GT）とフォーミュラ・ニッポンに参戦する自身のチーム「チームインパル」の監督を務めていたが、自身の高齢化のため2023年に息子・一樹に監督の座を譲り、「総監督」として退いた。なお、ニスモフェスティバルなどの各種イベントでのデモランや、日産の新型車（主にフェアレディZやスカイライン、GT-Rなど）のテストドライブなど、2025年現在も雑誌やメディアに出演することも少なくない。
2023年3月2日、日本プロスポーツ大賞スポーツ功労者顕彰を受賞した。

## 評価
- 自身のドライビングのスタイルを「二輪時代からだけど、フロントが入って行かないクルマだと全然だめなのよ。アンダーステアという言葉は発したくないくらい嫌い。オーバーステアなら何とでもなるけどね」と述べている[44]。また1980年代中盤から全盛となったテレメトリーによる走行データ分析重視が好きではなく「今は昔と違って細かいデータを分析しなくてはいけない時代で、データが頼りのところがある。俺はレースは経験が重要だと思っているし、データが嫌いだから（笑）」と述べている[45]。
- 盟友である金子豊は「星野はリズムにのった時は速いが、乗れないとわりに焦る。自分の力をもっと信じていればもっと勝ちまくった人だと思う。90年代になってベテランになっても気持ちを高めていくやり方で勝つことがあるけど、そのやり方で失敗するレースも多い。マシンを降りてる時は日本人なんだけど、走ってる時はラテンですね。」と評している[46]。
- 星野は1970年代半ばから「日本一速い男」と呼ばれるようになったが、これは必ずしも褒め言葉ではない面もあった。一方に「日本一強い男」とでも呼ぶべき高原敬武がいたためである。星野はベテラン勢を差し置いてポールポジションを獲得するのだが、最終的には高原が勝利を得てチャンピオンになるというパターンであった。速さで星野、強さで高原というのが1970年代半ばの日本レース界だった。
- エディ・アーバインやジョニー・ハーバートなど、全日本F3000選手権に参戦経験があるF1ドライバーから一目置かれている[47]。中でもアーバインは「ホシノさんは外国人ドライバーにとって“日本モータースポーツ界のゴッドファーザー”だと思っているし、“日本のセナ”だとも思っている。それぐらいの大スターなんだ」と敬意を払っており、F1初優勝を飾った1999年開幕戦オーストラリアGPのレース後TOP3記者会見で「日本にホシノっていうすごく速いオヤジがいるんだけど、彼がブリヂストンで、俺はダンロップだったんだ。日本でさんざん負けたそのBSを履いた初めてのレースで勝てるなんてね。でもホシノは本当に速いんだよなぁ。」と発言。レースでのTOP3がアーバインとハインツ＝ハラルド・フレンツェン、ラルフ・シューマッハと全員が日本での星野の速さを知っていたため、アーバインの言葉に同意しうなずくという場面があった[48]。
- 同じく全日本F3000経験者でJTCCでも星野と戦い、後にル・マン24時間レースを9度制覇するレジェンドとなったトム・クリステンセンは「ホシノさんのスタイルが大好きだった。すごく激しいけど、バトルではとてもフェアだった。フォーミュラだけでなく、グループC、グループAとどのカテゴリーのクルマも乗りこなして素晴らしいと思っていた」と1990年代の星野を讃えている[47]。
- 1980年代半ばに何度も全日本タイトルを奪っていた中嶋悟は「僕がいくら実績を挙げても、相変わらず“日本一速い男”が別にいるんだよね」とぼやいていたことがある[49]。その一方で「先輩（星野）は富士で特に速い。全く抜けないなと思ったレースがあった」「二人が同じくらい速く走る能力があったのだとしたら、絶対に勝つんだという執念とか執着心は僕より先輩の方が持っていたし、僕に足りないものだったと思う」「星野先輩が争ってくれたから日本でレースをやるモチベーションを保てていた、感謝している点です」と2004年の取材にて星野へ謝意をコメントしている[17]。
- 1990年代に入るとアーバインやハーバート、フレンツェン、ペドロ・デ・ラ・ロサ、高木虎之介、服部尚貴、中野信治、ラルフ・シューマッハ、本山哲など中年期に達した星野より明らかに速い若手も登場していたが、変わらず「日本一速い男」の称号は星野のものであった。
- タイヤテストでのインフォメーション能力を高く評価されており、ブリヂストンの浜島裕英は星野を「ミハエル・シューマッハと並んで極めて高いタイヤ評価能力を持つ」としている。ただし浜島によれば、星野とシューマッハは「前がかなり食いついていないと（＝フロントタイヤのグリップが高くないと）だめなドライバー」なため、他のドライバーが同じタイヤを使うと「みんなオーバーステアになってしまって乗れないと思う」という[50]。また、当時の全日本F3000で「ブリヂストンタイヤが最大限に機能するスリップアングルを出すのが一番巧かったのは星野選手」とも浜島が述べている。

## 性格・嗜好
- 現役時代はヘビースモーカーで、ピット内は火気厳禁かつ禁煙にもかかわらず、特に1980年代はピット内でもよくたばこを吸っており、レーシングスーツのポケットにも常に入っていた。好きな銘柄は長年星野をスポンサーとして支援したJTのキャビンだが、それ以前のフィリップモリス社のLARKが自身のメインスポンサーとなっていた1984年頃は吸う銘柄もラークに変えていた。レース前の星野は恐怖感に苛まれ緊張状態になる場合も多いため、これが俺が吸う最後の一本になるかもしれないと思いながら吸う事も多かったという。あるレースでは、レースカー車内でも吸えるように持ち込もうとしたところを、スタッフや本山哲に制止された逸話もある。
  - 2007年10月、60歳にして禁煙にチャレンジし、長年1日100本吸っていたタバコを止めたとブログにて記している。禁煙後は体重が10kg増加した[51]。
- 酒類は好きではなく、飲まない[52]。「たばこはいつ吸ってもうまいから辞めるのに苦労したけど、酒を美味しく感じたことはない」とも述べている[53]。
- 豪放な発言も多くあるが、実際には神経の細い部分もあり[注釈 6]、現役時代レース当日になると緊張のため食事が喉を通らず、レース当日の食事をバナナのみで済ませることも多かった。ヒーローズレーシングで中嶋悟とチームメイトだった時代、ドライバーズサロンで普通に昼食を食べる後輩・中嶋の姿を見て「レース前なのによくそんなに食べられるな」と思わず声をかけたこともある。現役中はレースがある週に入ると緊張感とストレスから水曜日に全身に湿疹が出はじめ、レース終了後の月曜日になると治っているというサイクルが15年続いた。
- 愛猫家である[54]。息子の一樹もおなじくねこ派であると取材で答えている[55]。一樹によると実家には子供のころいつも動物がいて、イヌ、ネコ、ハムスター、インコ、ウサギといろいろな「家族」がいたと述べている[56]。
- ライバルレーサーの強さを認めると率直にそれを評価することが多い。例として、
  - 1990年のインタビューで前年の全日本F3000王者に輝いた小河等を「最終的には、小河（等）ちゃんのあのアクセルワークだよ。あの冷静さ、あのハンドリング」と小河のドライビングにこれ以上ない高評価をしている。[57]また「僕のあとは小河クンしかいない」とも発言した。[58]
  - 1993年、スポーツランドSUGOでの全日本F3000予選中、馬の背コーナーをとんでもない速さで駆け抜けていくハインツ＝ハラルド・フレンツェンに衝撃を受け、ピットに戻るとフレンツェンのもとに駆け寄り「お前はこんなところでくすぶってないで早くF1に行け」と言いに行った[59]（星野がライバルを褒めに出向くのは極めて異例）。フレンツェンは翌年ザウバーからF1デビューを果たした。
  - 1995年、F3000第9戦富士でトップを独走し、トラブルもなかったにもかかわらず、終盤になって高木虎之介にストレートであっさりかわされ2位に終わる。完敗した星野はレース後会見で高木の監督である中嶋悟に「もうティレルでもどこでもいいから向こう（F1）にやっちゃってよ」と漏らした。なお、星野は翌年限りでフォーミュラから引退し、高木は1998年にそのティレルからF1にデビューした。
  - 自らの引退後、ホシノIMPULで起用したブノワ・トレルイエを高く評価しており、「若い時のブノワをF1に行かせてあげたかった」「人間性から何から全てが素晴らしい」「俺ブノワのファンだから」と公言している[60]。
- 1990年代に入りGTマシンでシーケンシャル・シフトが普及してからも星野は従来のHパターンシフトにこだわり、ギアボックスを換装していた。更に、シフトアップ時のフリッピング（アクセルを一瞬戻すことによるロス）を減らすため、当時は珍しかったシフトカット装置[注釈 7]を独自に装着していた。
- 現役引退後のチーム監督となってからもレース現場では現役時代を彷彿とさせる熱血漢である。レース中、納得できないことがあれば、ピットのサインガードテント内でテーブルを叩く（あるいは蹴る）、物を投げる（主にペットボトル）、声を荒げるなどの感情を隠さないしぐさの他、インタビューに来たテレビ中継リポーターに「映すな」とインタビューを受け付けないなど「日本一熱い監督」あるいは同姓の星野仙一同様「闘将・星野」とテレビ中継内で実況されている。その一方、自チームの選手がマシントラブルや競り合ったためにクラッシュやリタイアをした場合でも、マスメディアなどの取材攻勢から守る、取材に対してレースの結果を選手の責任としない等、ドライバーを最大限擁護する行動をしている[61]。
- プライベートではゴルフ好きだが、自らの熱くなりやすい性格がプレーに出てしまい「（悪いショットの時に）すぐにゴルフクラブを叩き折ってしまう」という。酷い時には「スタート前の練習ですでにクラブを2本叩き折ってしまい、それを見ていた担当キャディーに怖がられてしまい、謝ってからチップをあげてキャディーに付いてもらった」こともあるといい、熱くなりすぎのせいで「一緒に遊んでもらえる友達がいなくなっちゃった（笑）」と述べている[62]。一方でイップス持ちでもある[62]。

## 人間関係
- レースを始めるきっかけとなったのは、鈴木忠男(SP忠男レーシングチーム監督/モトクロス全日本チャンピオン)出場のモトクロスレース観戦があったからと言われている。Mr.BIKE（BG)[要文献特定詳細情報] の対談で本人が答えた。以来ずっと鈴木とは信頼関係を持っている。
- 日産ワークスに入った時の先輩（7歳年上）である北野元を尊敬し、憧れていた。2輪から4輪に転向という同じ経緯をたどった北野のスピードやその技量の高さだけではなく、人柄に惚れており深く慕っていた[63]。1989年の全日本ツーリングカー選手権には自チームIMPULに勧誘し、北野とコンビで参戦することになった際に星野は「一番尊敬している先輩とのコンビです」と公言している[64]。星野曰く「俺はとにかく練習して練習してレースをしていたが、北野さんは市販マシンでワークスマシンに勝っちゃう人。俺とは全然モノ（才能）が違う」「どの先輩も尊敬しているが、北野さんは（胸の辺りを指して）ハートの部分が一番良い人」と語っている[63]。
- 北野と同じく日産ワークスの先輩・高橋国光にも「日産に入って以後は国光さんと北野さんというお二人の背中をずっと見てレーシングドライバーとして育った。このお二人を目標として生き様を見てきて、大恩人ともいえる存在。」と述べ[65]、黒沢元治には「日産三羽ガラス（北野・高橋・黒沢）の中で、開発・セッティング能力において黒澤さんがナンバーワン」[66]とそれぞれの特徴を述べ敬意を表している。
- 松本恵二とはライバルであったが馬が合い、「けいちゃん」と呼ぶなど仲が良い[44]。1985年からは自チームに誘い全日本耐久選手権に同チームで組んだが、アンダーステアが大嫌いな星野とは逆に松本は弱アンダーのセッティングを好みドライビングスタイルがかなり違っていたという。2022年9月に脇阪寿一のYouTube企画に出演した際にも脇阪の師匠である松本の話題になった際、「恵二は一番仲良かったからね」と述べている。ほかには同じ日産陣営でもありインパル創立時に事務所から近くに在住だった高橋健二も「ケンちゃん」と呼び親交があった。
- 松本との対談においては「鈴鹿の130Rを初めてなのに全開で入って行けたのなんてケケくらいしかいなかったよね」とケケ・ロズベルグに一目置いた発言をしている[44]。一方のロズベルグも「例えば、私は星野一義の日本での強さをよく知っている。彼は確実に欧州で通じる一流のテクニックを持っていた。」と日本での星野の印象を語っている（1992年）[67]。
- 中嶋悟がレギュラードライバーとしてF1に参戦していた期間は、悔しさからF1中継や報道を観るのを避けていた。互いに引退後にはサーキットでのトークイベント等で星野が中嶋に「ホンダに5年もF1行かせてもらって本当うらやましいよ」と言うと、中嶋が「でも俺はあっちに行ってて日本のバブルを味わってないんだよ。あの期間に星野さんはビジネスで成功を掴んだ(笑)」と、逆にうらやましく思われる部分もあると知り、同じくF1に行ける世代ではなかった松本恵二と共に「俺たちは日本レース界でバブルを味わえていい時代だった」としみじみ語っている[44]。
- 弟子に萩原光がおり、1986年に萩原が事故死した時は大変なショックを受け、告別式ではあいさつに立ったが慟哭し言葉にならなかった。

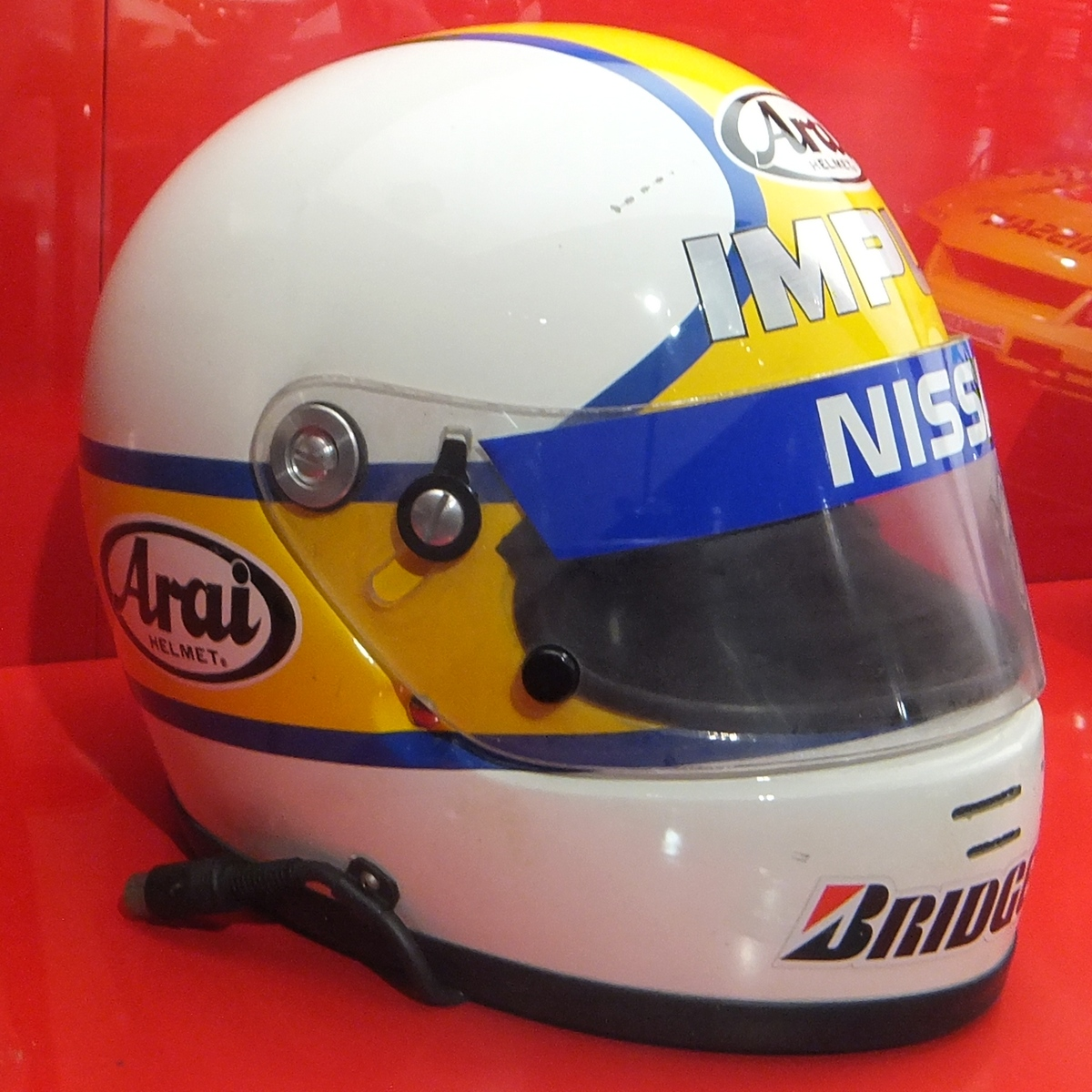
トレードマークであるヘルメット(1989年用)

- 本山哲[68]、井出有治[69]や、1984年にカーレーサーを志望し星野に弟子入り志願した歌手の近藤真彦[70]も星野を師とする師弟関係である。近藤にはドライバーにとってトレードマークである星野のヘルメットデザイン（白×黄）の色違い（黒×シルバー）のヘルメットを使用することを許可し、デビューレースからレーシングスーツの胸部にIMPULロゴが大きく配されるなど[71]大きな支援をした。
- 息子・一樹のレース時着用のヘルメットデザインは父・一義のものと同じ黄色いラインが受け継がれており、ベース色などアレンジを変更することはあっても黄色いラインは変更しないこだわりを持っている[72]。
- 現・シアトル・マリナーズ会長付特別補佐兼インストラクターのイチローは、星野の現役時代からの星野ファンであり、イチローの依頼で星野が経営するホシノインパル製のチューニングカーマーチやシーマ、スカイラインクーペを作ったことがあり、特にマーチやスカイラインクーペはイチローのアメリカでの愛車となった。ほかにもプロゴルファー尾崎将司もシーマ・IMPULスペシャルを所有している[映像 2]。

## エピソード
- 1982年には日産・シルビアRS（FJ20型エンジン搭載）のテレビCMに出演。ここでも「日本一速い男」と紹介されている。
- ホリデーオート誌に懇意にしている星野番記者がいたため、1984年6月号と別冊1980年5月号で自宅密着企画が組まれ、入浴時のオールヌードを披露している[73]。印刷所からは「どこまで黒塗りしますか？」と成人誌のような誌面作成作業となった。Option誌でも1984年2月号で自宅の入浴光景とオールヌード（股間を見えないようヘルメットを設置）を披露。「カラダはいたって健康、とくにアソコは自信ある。レース界でトップクラスよ」と得意の下ネタも掲載されたため、年頃となっていた長女に「恥ずかしくて学校にいけない」とお𠮟りを受けた[74]。その一方で同じ記事上で「カネは自分の手で稼ぐしかない。今に見てろと言う一心でここまで這い上がったんだ。」との真剣な語録も残している。
- ホンダからF2エンジンの供給を受けることが内定した1984年暮れ、星野は日産ワークスを辞める覚悟を決め[注釈 8]、銀座の日産本社にその報告と最後の挨拶に出向いたがニッサン・モータースポーツ・インターナショナル（NISMO）側が星野の能力を惜しみ[注釈 9]、当時ホンダと日産は直接レースで対決することがなかった[注釈 10]ことが理由となり残留が決まった。星野は日産を辞めると決めていたが、「日産の川合専務から、話は分かった。今までお前にいくら掛かってると思ってるんだ。辞めさせない。F2のエンジンはホンダを使っていいから。俺が（本田）宗一郎に言って話をつけてやるから、残れと言われたんだ。感謝しかなかった。」と述べている。2022年時点で星野率いるIMPULはフォーミュラ・ニッポンにトヨタエンジンで参戦しているが、こちらも日産が参戦していないカテゴリーのため問題視はされていない。加えて、星野と日産の結びつきが強いためNISMOのテクニカルスポンサードを受けており、IMPULのマシンにはトヨタとNISMOのステッカーが両方貼られる希少な組み合わせとなっている。
- 1980年代後半、全日本耐久選手権、全日本ツーリングカー選手権で日産ワークスに在籍したまま、全日本F2/F3000選手権ではホンダからエンジン供給を受けたことに配慮し、サーキット入りする際にグループC、グループAの開催時は日産車を使い、F2/F3000のときは中立の意味でメルセデス・ベンツでサーキット入りしていた。また、交渉事でホンダ本社へ行くときのためにホンダ・レジェンドも所有していた。
- 1985年のWEC-JAPANでは、豪雨と霧のためスタートが3時間遅れるほどの悪天候のため海外のワークス勢がしり込みして棄権するチームが多い中、星野がドライバー交替をせず1人で後続を引き離し独走優勝を果たし、日本人ドライバーとして初の世界選手権優勝者となる。しかしレース後のTVインタビューでは、世界選手権というステージで海外勢に対し姿勢があやふやな運営をした日本のモータースポーツ界に対して怒りを露にし、優勝者インタビューとは思えない怒りのインタビューとなった。
- マシン開発が激化の一途を辿っていたグループCのマシンの走行テストを富士スピードウェイで行っていた際、突然リアウイングが最終コーナーで加速中にへし折れ、コントロールを失ったマシンが空中に浮かんで数回転スピン、コンクリートウォールに激突して停止した。幸運にも怪我なく救出されたが、星野は事故後その恐怖から30分以上全身の震えが止まらなかったという。当時日産はグループCカーとしてマーチやローラ等外部コンストラクターのシャシーを使用していたが、外部メーカー製パーツの品質管理の難しさを痛感。この事故を機にパーツの内製比率を増し、日産・R91CPからは主要パーツを完全自社製とした。
- 前記の富士テストでの恐怖は色濃く、雑誌のコラム[要文献特定詳細情報]でも「今まで凄かった車は?」の問いに「日産のグループCカー」と答え「1,000馬力も出たら危ない」と回答。最終的に1250馬力までエンジンパワーは進化し、富士の長いストレートでも終始加速し続けるばかりで恐怖だったと語っており、エンジニアからマシンの改善点を尋ねられても「エンジンはもう何もしないでくれ、これ以上のパワーなんていらないから」と伝えていた。引退後に日産のCカーを回想する際にも「乗る面白さなんて無い、ただただ怖いだけ」と述べた[映像 3]。現役当時は毎レースの予選終了後にチームメイトの長谷見昌弘と顔を合わせて「お互い無事でよかった」と安堵し、Cカーカテゴリーが消滅した際にも2人で「もうこれで死ななくて済む」とホッしたという[75]。
- 1990年代、全日本F3000の決勝レースで、若手レーサーのミスに巻き込まれてチャンピオン争い中の星野がリタイヤに追い込まれた[76]。「星野さんに謝りに行ったほうがいい」と周囲に言われてその若手が星野のモーターホームに向かうと、窓ガラスに拳状のヒビが入っており、星野の怒りの大きさにおののいたそのレーサーはその場から退散したという。
- 1990年10月、F1のベネトンから、直前にヘリコプター事故に遭い欠場が決まったアレッサンドロ・ナニーニの代役としてF1日本グランプリにスポット参戦しないかという正式オファーがあった。但し持参金として約2,000万円を要求され用意すれば乗れたのだが（盟友の金子豊は星野のF1参戦を叶えたい意向がありこの資金の準備をした）、先述の通り「プロのレーシングドライバーは金を貰って乗るもので、それがF1だとしても自分から払って乗りたくはない。2万円ぽっちでもいいからギャラを払ってほしかった」という主義を貫いたため、この話はロベルト・モレノへと流れてしまった（結果モレノは2位表彰台獲得、ベネトン1-2フィニッシュ）。翌1991年も日本GP前にコローニから乗る依頼が来たが断り、そのあとこの話が行った服部尚貴がそのコローニで出場した（予備予選不通過）。この件に関連して、2003年日本グランプリ金曜フリー走行にて弟子の本山哲がジョーダンF1での出走が決まり、その場に星野も立ち合ったが[77]感動のあまり、「俺はベネトンから2,000万円で乗らないか、と言われて断ったが（こんなにF1が凄いのなら）やっぱり金払ってでも乗ればよかった」と語った。
  - ギャラを貰って乗るのがプロというこだわりはF1だけではなくすべてのマシンドライブに共通しており、星野が自分で資金を出して参戦したのは1978年と1983年のヨーロッパF2参戦の時だけだと述べている。
- 1991年夏にミハエル・シューマッハが全日本F3000に初参戦した際、コース(菅生)もF3000での実戦も初だったシューマッハが日本の第一人者であると感じた星野のピット付近を訪れると数十分ずっと観察し、星野のマシンの様子などから何か得るものはないか凝視し探っていたという。シューマッハの存在を認識していなかった星野はスタッフに「あれは誰？」と聞き、若いながらもその貪欲に敵を研究する姿が印象に残ったと言う[78]。
- 1996年、他力本願ながらシリーズチャンピオン獲得の可能性を残していた雨の富士スピードウェイでのフォーミュラ・ニッポン最終戦において、クラッチトラブルによりピットインしリタイアした際に、星野の姿はTVカメラで終始追われていたが、タイトルを逃したあまりの悔しさと怒りから、ピットでマシンを止めた直後にステアリングを投げ捨て、更にピット内で脱いだヘルメットを思い切り床に叩き付けてしまったその姿もすべて中継で映し出されていた。後日、星野はヘルメット供給メーカーのアライヘルメットの工場を金子と共に訪れ、「（ヘルメットに八つ当たりして）申し訳ありませんでした」と謝罪した。結果として、このレースが星野の国内トップフォーミュラ引退レースとなった。

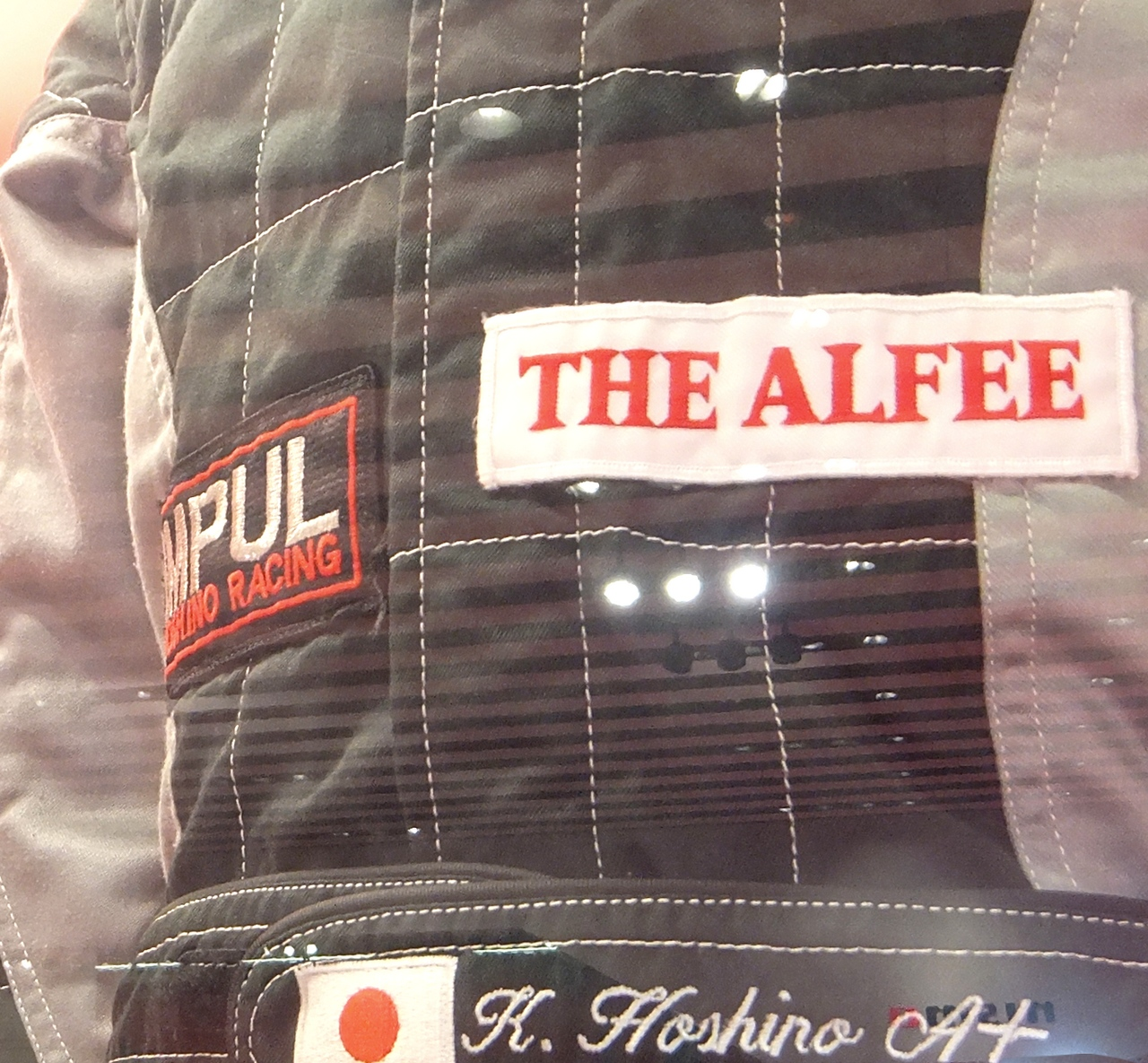
THE ALFEEロゴがつけられた星野のレーシングウェア

- 1998年のル・マン24時間レースへ参戦する際、THE ALFEEが星野のパーソナルスポンサーとして就くことになった。その際、乗車する日産・R390-GT1のリアタイヤ前方カウルに"THE ALFEE TOSHIBA EMI"のロゴが貼り付けられた。本来数ヶ月掛かるスポンサー契約交渉だが、この際には即断に近い異例の一週間程度で完了した。翌年は星野のレーシングスーツに『THE ALFEE』のロゴが貼られた。
- 2001年3月にはスピード違反で免許停止処分を受けたため全日本GT選手権に出場できなくなり、急遽服部尚貴が星野の代わりに参戦した。写真週刊誌には免停講習を受ける星野の姿が掲載され、世間の話題を呼んだ。
- レーサーからの完全引退の後にはエディー・アーバインが「ホシノさんの引退によって日本のモータースポーツが下火になったと聞いている。これは寂しい事だ」と発言するなど、引退を惜しむコメントが多数寄せられた。
- 2012年2月の鈴鹿サーキットモータースポーツファン感謝デーにおいて「1980年代末期、日産の承諾を得た上でホンダのF1用エンジン開発にテストドライバーとして参加していた」事を明かした。公然の秘密ではあったが、公の場で述べたのは初だった。このイベント時のデモランで星野はウィリアムズ・FW11に乗り中嶋ドライブのロータス・100Tと共演している[79]。
- 2017年の鈴鹿サーキットモータースポーツファン感謝デーにて、中学生の頃からの憧れであったマン島TTレース参戦マシン、ホンダ・RC166とRC164のデモランを担当した[4]。星野は過去の同イベントにて度々レーサーバイクに乗せてほしいと発言しており[注釈 11]、また北野元に対しても「（RCに）乗りたい」と訴え続けていたといい、中学生時代からの50数年越しの夢[80]が叶った星野は、走行中に感動し涙が出てきたという[81]。

## レース戦績

### FJ1300
| 年     | チーム                    | シャーシ    | エンジン       | 1     | 2     | 3       | 4       | 5       | 6     | 7       | 8     | 順位 | ポイント |
| ------ | ------------------------- | ----------- | -------------- | ----- | ----- | ------- | ------- | ------- | ----- | ------- | ----- | ---- | -------- |
| 1974年 | 東名自動車                | マーチ・733 | 日産・チェリー | SUZ 1 | FSW   | SUZ Ret | SUZ     | SUZ Ret |       |         |       | -    | -        |
| 1975年 | マグフィルター 東名自動車 | マーチ・733 | 日産・チェリー | SUZ 3 | SUZ   | SUZ     | FSW Ret | FSW 1   | NIS 1 | SUZ Ret | SUZ 2 | 2位  | -        |
| 1976年 | マグフィルター 東名自動車 | マーチ・733 | 日産・チェリー | SUZ 1 | FSW 3 | SUZ     | SUZ 2   | SUZ 1   |       |         |       | 1位  | -        |

### 全日本F2000選手権/全日本F2選手権/全日本F3000選手権/フォーミュラ・ニッポン
| 年     | 所属チーム                     | 1       | 2       | 3       | 4       | 5       | 6       | 7       | 8       | 9       | 10      | 11      | 順位 | ポイント |
| ------ | ------------------------------ | ------- | ------- | ------- | ------- | ------- | ------- | ------- | ------- | ------- | ------- | ------- | ---- | -------- |
| 1974年 | コジマエンジニアリング         | SUZ     | SUZ     | SUZ     | SUZ 3   |         |         |         |         |         |         |         | 5位  | 10       |
| 1975年 | ビクトリーサークルクラブ       | FSW     | SUZ 2   | FSW 1   | SUZ 3   | SUZ 1   |         |         |         |         |         |         | 1位  | 59       |
| 1976年 | ヒーローズレーシング           | FSW Ret | SUZ     | FSW 1   | SUZ 1   | SUZ DNS |         |         |         |         |         |         | 4位  | 40       |
| 1977年 | ヒーローズレーシング           | SUZ 3   | SUZ 1   | NIS     | SUZ 2   | FSW 1   | FSW 1   | SUZ Ret | SUZ 2   |         |         |         | 1位  | 90 (102) |
| 1978年 | ヒーローズレーシング           | SUZ 1   | FSW 1   | SUZ 3   | SUZ Ret | SUZ 1   | NIS     | SUZ 12  |         |         |         |         | 1位  | 76       |
| 1979年 | ヒーローズレーシング           | SUZ 2   | NIS     | SUZ 2   | FSW 10  | SUZ 2   | SUZ 6   | SUZ 1   |         |         |         |         | 2位  | 78 (79)  |
| 1980年 | ヒーローズレーシング           | SUZ 3   | NIS 2   | SUZ 4   | SUZ Ret | C       | SUZ 2   | SUZ 1   |         |         |         |         | 2位  | 65       |
| 1981年 | ヒーローズレーシング           | SUZ 2   | SUZ 10  | SUZ 1   | SUZ 3   | SUZ Ret |         |         |         |         |         |         | 2位  | 48       |
| 1982年 | ヒーローズレーシング           | SUZ 3   | FSW Ret | SUZ Ret | SUZ 1   | SUZ 5   | SUZ 2   |         |         |         |         |         | 2位  | 55       |
| 1983年 | ホシノレーシング               | SUZ 4   | FSW DSQ | NIS 3   | SUZ 2   | SUZ 2   | FSW 3   | SUZ 2   | SUZ 3   |         |         |         | 2位  | 79 (89)  |
| 1984年 | ホシノレーシング               | SUZ 2   | FSW 2   | NIS 1   | SUZ 2   | SUZ 2   | FSW 5   | SUZ 2   | SUZ Ret |         |         |         | 3位  | 95 (103) |
| 1985年 | ホシノレーシング               | SUZ 10  | FSW 2   | NIS 2   | SUZ DNS | SUZ 1   | FSW 11  | SUZ 14  | SUZ DNS |         |         |         | 4位  | 51       |
| 1986年 | ホシノレーシング               | SUZ Ret | FSW 3   | NIS Ret | SUZ 2   | SUZ 1   | FSW Ret | SUZ 1   | SUZ 1   |         |         |         | 2位  | 87       |
| 1987年 | ホシノレーシング               | SUZ 1   | FSW 10  | NIS 2   | SUZ 1   | SUZ 1   | SUG 1   | FSW 6   | SUZ 2   | SUZ 2   |         |         | 1位  | 132      |
| 1988年 | CABIN RACING with IMPUL        | SUZ 1   | FSW 2   | NIS 3   | SUZ 2   | SUG 3   | FSW Ret | SUZ 1   | SUZ 1   |         |         |         | 2位  | 43       |
| 1989年 | CABIN RACING with IMPUL        | SUZ 1   | FSW Ret | NIS Ret | SUZ Ret | SUG Ret | FSW 1   | SUZ 3   | SUZ Ret |         |         |         | 3位  | 22       |
| 1990年 | CABIN RACING with IMPUL        | SUZ 1   | FSW 1   | NIS 4   | SUZ 16  | SUG 3   | FSW 1   | FSW 1   | SUZ 1   | FSW 5   | SUZ 1   |         | 1位  | 58 (63)  |
| 1991年 | CABIN RACING with IMPUL        | SUZ Ret | AUT 2   | FSW 1   | MIN Ret | SUZ Ret | SUG Ret | FSW 1   | SUZ Ret | FSW C   | SUZ Ret | FSW Ret | 4位  | 24       |
| 1992年 | CABIN RACING with IMPUL        | SUZ 2   | FSW Ret | MIN DNS | SUZ Ret | AUT Ret | SUG 7   | FSW 3   | FSW Ret | SUZ Ret | FSW 12  | FSW 13  | 12位 | 10       |
| 1993年 | NISSEKI IMPUL RACING           | SUZ 2   | FSW 1   | MIN Ret | SUZ 2   | AUT C   | SUG Ret | FSW C   | FSW Ret | SUZ 5   | FSW 1   | SUZ Ret | 1位  | 32       |
| 1994年 | NISSEKI IMPUL RACING           | SUZ Ret | FSW 7   | MIN Ret | SUZ Ret | SUG Ret | FSW 5   | SUZ 15  | FSW Ret | FSW 4   | SUZ 6   |         | 8位  | 6        |
| 1995年 | NISSEKI IMPUL RACING           | SUZ 11  | FSW C   | MIN 3   | SUZ 6   | SUG Ret | FSW 2   | TOK Ret | FSW 2   | SUZ 4   |         |         | 4位  | 20       |
| 1996年 | カルソニック RACING with IMPUL | SUZ 1   | MIN Ret | FSW 3   | TOK 4   | SUZ 5   | SUG 2   | FSW Ret | MIN Ret | SUZ 2   | FSW Ret |         | 3位  | 31       |

### 全日本フォーミュラ・パシフィック選手権
| 年     | 所属チーム       | 1     | 2       | 3       | 4     | 5       | 6      | 7     | 8     | 9       | 10    | 11    | 順位 | ポイント |
| ------ | ---------------- | ----- | ------- | ------- | ----- | ------- | ------ | ----- | ----- | ------- | ----- | ----- | ---- | -------- |
| 1979年 |                  | TSU   | TSU     | FSW Ret | TSU 1 | TSU     | SUZ NC |       |       |         |       |       | -    | -        |
| 1980年 | ハセミレーシング | SUZ   | TSU     | FSW     | TSU   | TSU     | TSU    | SUG   | SUZ 3 |         |       |       | -    | -        |
| 1981年 | ホシノレーシング | TSU 3 | NIS Ret | FSW 3   | TSU 2 | TSU 1   | TSU 1  | SUZ 2 | SUG 1 | SUZ Ret |       |       | 1位  | -        |
| 1982年 | ホシノレーシング | TSU 1 | NIS Ret | SUG 1   | TSU 1 | TSU Ret | TSU 4  | FSW 2 | SUZ 1 | SUG 1   | NIS 1 | SUZ 1 | 1位  | -        |

### F1
| 年     | 所属チーム           | シャシー | 1   | 2   | 3   | 4   | 5   | 6   | 7   | 8   | 9   | 10  | 11  | 12  | 13  | 14  | 15  | 16      | 17     | WDC | ポイント |
| ------ | -------------------- | -------- | --- | --- | --- | --- | --- | --- | --- | --- | --- | --- | --- | --- | --- | --- | --- | ------- | ------ | --- | -------- |
| 1976年 | ティレル／ヒーローズ | 007      | BRA | RSA | USW | ESP | BEL | MON | SWE | FRA | GBR | GER | AUT | NED | ITA | CAN | USA | JPN Ret |        | NC  | 0        |
| 1977年 | コジマ／ヒーローズ   | KE009    | ARG | BRA | RSA | USW | ESP | MON | BEL | SWE | FRA | GBR | GER | AUT | NED | ITA | USA | CAN     | JPN 11 | NC  | 0        |

(key)

### ヨーロッパ・フォーミュラ2選手権
| 年     | チーム                             | シャシー    | エンジン | 1   | 2   | 3   | 4   | 5   | 6   | 7       | 8       | 9   | 10  | 11  | 12  | 順位 | ポイント |
| ------ | ---------------------------------- | ----------- | -------- | --- | --- | --- | --- | --- | --- | ------- | ------- | --- | --- | --- | --- | ---- | -------- |
| 1978年 | ヒーローズレーシング               | ノバ・532   | BMW      | THR | HOC | NÜR | PAU | MUG | VLL | ROU Ret | DON Ret | NOG | PER | MIS | HOC | NC   | 0        |
| 1983年 | ジェームス・グレシャム・レーシング | マーチ・832 | BMW      | SIL | THR | HOC | NÜR | VLL | PAU | JAR     | DON 4   | MIS | PER | ZOL | MUG | 16位 | 3        |

### マカオグランプリ
| 年     | チーム                                    | シャーシー/エンジン        | 予選 | レース1 | レース2 | 総合順位 |
| ------ | ----------------------------------------- | -------------------------- | ---- | ------- | ------- | -------- |
| 1979年 | Team Honest Dutsun (ヒーローズレーシング) | シェブロン・B40 日産・LZ14 | 17位 | -       | -       | Ret      |
| 1981年 | Dah Chong Hong                            | マーチ・81A 日産・LZ14     | 4位  | -       | -       | Ret      |

### 全日本耐久選手権/全日本スポーツプロトタイプカー耐久選手権
| 年     | 所属チーム       | コ.ドライバー               | 使用車両                             | クラス | 1       | 2       | 3       | 4       | 5       | 6       | 7       | 順位 | ポイント |
| ------ | ---------------- | --------------------------- | ------------------------------------ | ------ | ------- | ------- | ------- | ------- | ------- | ------- | ------- | ---- | -------- |
| 1983年 | ホシノレーシング | 萩原光                      | シルビアターボCニチラ（マーチ・83G） | C1     | SUZ Ret | SUZ Ret | FUJ 7   |         |         |         |         | NC   | 0        |
| 1984年 | ホシノレーシング | 萩原光                      | シルビアターボCニチラ（マーチ・83G） | C1     | SUZ 13  | TSU     | SUZ 12  | FSW Ret |         |         |         | NC   | 0        |
| 1985年 | ホシノレーシング | 松本恵二 萩原光             | シルビアターボCニチラ（マーチ・83G） | C1     | SUZ 2   | FSW Ret |         |         |         |         |         | 15位 | 35       |
| 1985年 | ホシノレーシング | 松本恵二 萩原光             | シルビアターボCニチラ（マーチ・85G） | C1     |         |         | FSW Ret | SUZ Ret | FSW 1   | FSW Ret |         | 15位 | 35       |
| 1986年 | ホシノレーシング | 萩原光 中子修               | 日産・R86V                           | C1     | SUZ DNS | FSW     | FSW Ret | SUZ Ret | FSW 10  | FSW Ret |         | 47位 | 1        |
| 1987年 | ホシノレーシング | 高橋健二 デイヴ・スコット   | 日産・R87E                           | C1     | SUZ Ret |         | FSW Ret | SUZ 6   | FSW 16  | SEN C   | FSW Ret | 30位 | 9        |
| 1987年 | ホシノレーシング | 高橋健二                    | 日産・R86V                           | C1     |         | FSW 8   |         |         |         |         |         | 30位 | 9        |
| 1988年 | NISMO            | 高橋健二 鈴木利男           | 日産・R88C                           | C1     | FSW Ret | SUZ 6   | FSW 7   | FSW 5   | SUZ Ret | FSW 9   |         | 18位 | 20       |
| 1989年 | NISMO            | 鈴木利男                    | 日産・R88C                           | C1     | FSW Ret | FSW 6   |         |         |         |         |         | 27位 | 6        |
| 1989年 | NISMO            | 鈴木利男                    | 日産・R89C                           | C1     |         |         | FSW Ret | SUZ DNS | FSW Ret |         |         | 27位 | 6        |
| 1990年 | NISMO            | 鈴木利男                    | 日産・R90CP                          | C1     | FSW 4   | FSW C   | FSW 3   | SUZ 1   | SUG 4   | FSW 2   |         | 3位  | 67       |
| 1991年 | NISMO            | 鈴木利男                    | 日産・R91CP                          | C1     | FSW 1   | FSW 1   | FSW 2   | SUZ Ret | SUG 11  | FSW 1   | SUG 2   | 1位  | 87       |
| 1992年 | NISMO            | 鈴木利男 ジェフ・クロスノフ | 日産・R92CP                          | C1     | SUZ 9   | FSW 1   | FSW 1   | SUG 1   | FSW 1   | MIN 1   |         | 1位  | 103      |

### 世界耐久選手権/世界スポーツプロトタイプカー選手権
| 年     | 所属チーム       | コ.ドライバー             | 使用車両         | クラス | 1       | 2   | 3       | 4   | 5       | 6     | 7   | 8   | 9       | 10     | 11  | 順位 | ポイント |
| ------ | ---------------- | ------------------------- | ---------------- | ------ | ------- | --- | ------- | --- | ------- | ----- | --- | --- | ------- | ------ | --- | ---- | -------- |
| 1983年 | ホシノレーシング | 萩原光                    | マーチ・83G/日産 | C      | MNZ     | SIL | NÜR     | LMN | SPA     | FSW 7 | KYA |     |         |        |     | 67位 | 4        |
| 1984年 | ホシノレーシング | 萩原光                    | マーチ・83G/日産 | C1     | MNZ     | SIL | LMN     | NÜR | BRH     | MOS   | SPA | IMO | FSW Ret | KYA    | SUN | NC   | 0        |
| 1985年 | ホシノレーシング | 萩原光 松本恵二           | マーチ・85G/日産 | C1     | MUG     | MNZ | SIL     | LMN | HOC     | MOS   | SPA | BRH | FSW 1   | SHA    |     | 36位 | 10       |
| 1986年 | NISMO            | 中子修                    | 日産・R86V       | C1     | MNZ     | SIL | LMN Ret | NOR | BRH     | JER   | NÜR | SPA | FSW 10  |        |     | 77位 | 1        |
| 1987年 | NISMO            | 高橋健二 デイヴ・スコット | 日産・R87E       | C1     | JAR     | JER | MNZ     | SIL | LMN Ret | NOR   | BRH | NÜR | SPA     | FSW 16 |     | NC   | 0        |
| 1988年 | NISMO            | 高橋健二 鈴木利男         | 日産・R88C       | C1     | JER     | JAR | MNZ     | SIL | LMN Ret | BRN   | BRH | NÜR | SPA     | FSW 9  | SUN | 82位 | 4        |
| 1989年 | NISMO            | 鈴木利男                  | 日産・R88C       | C1     | SUZ 4   | DIJ | JAR     | BRH | NÜR     | DON   | SPA | MEX |         |        |     | 31位 | 10       |
| 1990年 | NISMO            | 鈴木利男                  | 日産・R90CP      | Cat.2  | SUZ Ret | MNZ | SIL     | SPA | DIJ     | NÜR   | DON | MTL | MEX     |        |     | NC   | 0        |

### 全日本GT選手権
| 年     | 所属チーム              | コ.ドライバー | 使用車両               | クラス | 1       | 2       | 3      | 4      | 5       | 6       | 7     | 8   | 順位 | ポイント |
| ------ | ----------------------- | ------------- | ---------------------- | ------ | ------- | ------- | ------ | ------ | ------- | ------- | ----- | --- | ---- | -------- |
| 1995年 | CALSONIC HOSHINO RACING | 影山正彦      | 日産・スカイラインGT-R | GT1    | SUZ     | FSW     | SEN 2  | FSW 7  | SUG 2   | MIN 3   |       |     | 14位 | 19       |
| 1996年 | CALSONIC TEAM IMPUL     | 影山正彦      | 日産・スカイラインGT-R | GT500  | SUZ 8   | FSW 5   | SEN 5  | MIN 1  | SUG 2   | MIN Ret |       |     | 4位  | 54       |
| 1997年 | CALSONIC TEAM IMPUL     | 本山哲        | 日産・スカイラインGT-R | GT500  | SUZ Ret | FSW     | SEN 15 | FSW 4  | MIN 6   | SUG 14  |       |     | 13位 | 16       |
| 1998年 | CALSONIC TEAM IMPUL     | 黒沢琢弥      | 日産・スカイラインGT-R | GT500  | SUZ 11  | FSW     | SEN 5  | FSW 3  | TRM 2   | MIN 7   | SUG 4 |     | 3位  | 49       |
| 1999年 | CALSONIC TEAM IMPUL     | 影山正美      | 日産・スカイラインGT-R | GT500  | SUZ 10  | FSW 3   | SUG 5  | MIN 6  | FSW 5   | TAI 10  | TRM 7 |     | 7位  | 40       |
| 2000年 | CALSONIC TEAM IMPUL     | 本山哲        | 日産・スカイラインGT-R | GT500  | TRM 17  | FSW 5   | SUG 5  | FSW 3  | TAI 6   | MIN 1   | SUZ 3 |     | 3位  | 66       |
| 2001年 | CALSONIC TEAM IMPUL     | 本山哲        | 日産・スカイラインGT-R | GT500  | TAI     | FSW     | SUG    | FSW 7  | TRM 3   | SUZ 11  | MIN 5 |     | 13位 | 24       |
| 2002年 | CALSONIC TEAM IMPUL     | 田中哲也      | 日産・スカイラインGT-R | GT500  | TAI 14  | FSW Ret | SUG 8  | SEP 14 | FSW Ret | TRM     | MIN   | SUZ | 24位 | 3        |

### 全日本ツーリングカー選手権 (JTC)
| 年     | チーム           | コドライバー           | 使用車両                   | クラス | 1       | 2       | 3     | 4       | 5       | 6       | 7     | 8     | 9       | 順位 | ポイント |
| ------ | ---------------- | ---------------------- | -------------------------- | ------ | ------- | ------- | ----- | ------- | ------- | ------- | ----- | ----- | ------- | ---- | -------- |
| 1985年 | NISMO            | 近藤真彦               | 日産・スカイラインRSターボ | DIV.3  | SUG     | TSU Ret | NIS   | SUZ     | FSW     |         |       |       |         | NC   | 0        |
| 1987年 | NISMO            | アンデルス・オロフソン | 日産・スカイラインGTS-R    | DIV.3  | NIS     | SEN     | TSU   | SUG     | FSW 9   | SUZ     |       |       |         | -    | -        |
| 1989年 | ホシノレーシング | 北野元                 | 日産・スカイラインGTS-R    | JTC-1  | NIS Ret | SEN 1   | TSU 4 | SUG Ret | SUZ 6   | FSW Ret |       |       |         | -    | -        |
| 1990年 | ホシノレーシング | 鈴木利男               | 日産・スカイラインGT-R     | JTC-1  | NIS 1   | SUG 1   | SUZ 2 | TSU 1   | SEN 1   | FSW 1   |       |       |         | 1位  | 230      |
| 1991年 | ホシノレーシング | 鈴木利男               | 日産・スカイラインGT-R     | JTC-1  | SUG 1   | SUZ Ret | TSU 3 | SEN 1   | AUT 2   | FSW 1   |       |       |         | 3位  | 174      |
| 1992年 | ホシノレーシング | 影山正彦               | 日産・スカイラインGT-R     | JTC-1  | TAI Ret | AUT 3   | SUG 1 | SUZ Ret | MIN Ret | TSU 1   | SEN 1 | FSW 6 |         | 7位  | 78       |
| 1993年 | ホシノレーシング | 影山正彦               | 日産・スカイラインGT-R     | JTC-1  | MIN 1   | AUT 3   | SUG   | SUZ 3   | TAI 1   | TSU 2   | TOK 1 | SEN 1 | FSW Ret | 2位  | 119      |

### 全日本ツーリングカー選手権 (JTCC)
| 年     | 所属チーム              | 使用車両         | 1        | 2        | 3        | 4       | 5        | 6        | 7      | 8       | 9       | 10       | 11      | 12       | 13       | 14       | 15     | 16     | 17     | 18       | 順位 | ポイント |
| ------ | ----------------------- | ---------------- | -------- | -------- | -------- | ------- | -------- | -------- | ------ | ------- | ------- | -------- | ------- | -------- | -------- | -------- | ------ | ------ | ------ | -------- | ---- | -------- |
| 1994年 | CALSONIC NISMO          | 日産・プリメーラ | OAR1 3   | OAR2 Ret | SUG1 Ret | SUG2 3  | TOK1 7   | TOK2 Ret | SUZ1 3 | SUZ2 20 | MIN1 16 | MIN2 Ret | TAI1 4  | TAI2 Ret | TSU1 Ret | TSU2 DNS | SEN1   | SEN2   | FSW1 1 | FSW2 Ret | 8位  | 53       |
| 1995年 | CALSONIC HOSHINO RACING | 日産・プリメーラ | FSW1 6   | FSW2 6   | SUG1 24  | SUG2 6  | TOK1 Ret | TOK2 Ret | SUZ1 3 | SUZ2 2  | MIN1 14 | MIN2 Ret | TAI1 2  | TAI2 2   | SEN1 6   | SEN2 5   | FSW1 2 | FSW2 1 |        |          | 3位  | 98       |
| 1996年 | CALSONIC TEAM IMPUL     | 日産・プリメーラ | FSW1 Ret | FSW2 Ret | SUG1 5   | SUG2 16 | SUZ1 9   | SUZ2 17  | MIN1 1 | MIN2 2  | SEN1 4  | SEN2 Ret | TOK1 10 | TOK2 Ret | FSW1 5   | FSW2 2   |        |        |        |          | 6位  | 61       |
| 1997年 | CALSONIC NISMO          | 日産・プリメーラ | FSW1 C   | FSW2 C   | TAI1 6   | TAI2 14 | SUG1 2   | SUG2 1   | SUZ1 2 | SUZ2 6  | MIN1 4  | MIN2 11  | SEN1 2  | SEN2 Ret | TOK1 3   | TOK2 Ret | FSW1 8 | FSW2 1 |        |          | 4位  | 95       |

### ル・マン24時間レース
| 年     | チーム        | コ・ドライバー                | 車                  | クラス | 周回 | 総合順位 | クラス順位 |
| ------ | ------------- | ----------------------------- | ------------------- | ------ | ---- | -------- | ---------- |
| 1986年 | NISMO         | - 松本恵二 - 鈴木亜久里       | 日産・R86V          | C1     | 64   | DNF      | DNF        |
| 1987年 | NISMO         | - 高橋健二 - 松本恵二         | 日産・R87E          | C1     | 181  | DNF      | DNF        |
| 1988年 | NISMO         | - 和田孝夫 - 鈴木亜久里       | 日産・R88C          | C1     | 286  | DNF      | DNF        |
| 1989年 | NISMO         | - 長谷見昌弘 - 鈴木利男       | 日産・R89C          | C1     | 167  | DNF      | DNF        |
| 1990年 | NISMO         | - 長谷見昌弘 - 鈴木利男       | 日産・R90CP         | C1     | 348  | 5位      | 5位        |
| 1995年 | NISMO         | - 影山正彦 - 鈴木利男         | 日産 NISMO・GT-R LM | GT1    | 157  | DNF      | DNF        |
| 1996年 | NISMO         | - 長谷見昌弘 - 鈴木利男       | 日産 NISMO・GT-R LM | GT1    | 307  | 15位     | 10位       |
| 1997年 | - NISMO - TWR | - エリック・コマス - 影山正彦 | 日産・R390 GT1      | GT1    | 294  | 12位     | 5位        |
| 1998年 | - NISMO - TWR | - 影山正彦 - 鈴木亜久里       | 日産・R390 GT1      | GT1    | 347  | 3位      | 3位        |

### デイトナ24時間レース
| 年     | チーム | コ・ドライバー                                   | 使用車両    | クラス | 周回 | 総合順位 | クラス順位 |
| ------ | ------ | ------------------------------------------------ | ----------- | ------ | ---- | -------- | ---------- |
| 1992年 | NISMO  | - 長谷見昌弘 - 鈴木利男 - アンデルス・オロフソン | 日産・R91CP | LM     | 762  | 1位      | 1位        |

### バサースト1000
| 年     | チーム     | コ・ドライバー | 使用車両                     | クラス     | 周回 | 総合順位 | クラス順位 |
| ------ | ---------- | -------------- | ---------------------------- | ---------- | ---- | -------- | ---------- |
| 1981年 | 日産自動車 | 長谷見昌弘     | 日産・910ブルーバード ターボ | 4 Cylinder | 66   | DNF      | DNF        |
| 1982年 | 日産自動車 | 長谷見昌弘     | 日産・910ブルーバード ターボ | B          | 153  | 8位      | 1位        |

## 関連作品

### 書籍
- スポーツカー大百科　監修星野一義（1977年7月、フレーベル館）
- F1大集合 F1 GRAND PRIX　春山徹久著／星野一義監修（1977年、KKベストセラーズ）
- 星野一義のスイスイ運転術 10の力を5で走れ（1978年、交通タイムス社）
- 頭のいい”ダメぐるま”変身術　（1979年9月、講談社別冊ベストカーガイド）
- 星野一義の2輪から4輪への運転テクニック GT野郎へ！本当の走りを教えよう（1980年10月、講談社）
- 孤独のコクピット 撮影：岩田泉（1980年、グランプリ出版）
- 星野一義 俺だけの運転テクニック ゼロヨン必勝法からチューンドカー乗りこなし術まで（1982年10月、講談社/三推社）
- クルマはこの手で生き返る 週一カーにパワーと輝きを呼び戻す秘密の方法　星野一義著（1982年2月、CBSソニー出版）
- 最新 頭のいい ダメぐるま変身術　星野一義著（1982年6月、講談社別冊ベストカーガイド）
- 星野一義の高速走行テクニック（1984年2月、講談社）　ISBN-10：4061071394／ISBN-13：9784061071391
- 星野一義 Pole to finish（1985年、三推社）
- 星野一義 全開バリバリ運転術（1987年6月、講談社）
- 無敵のスーパードラテク教本　指導・星野一義（1987年10月、講談社）ISBN-10:4063037029
- 300km/hからの手紙 突ッ走れ!（1988年3月、小学館GORO特別編集）
- 星野一義 2輪から4輪への運転テクニック カッコよく走る操作術！（1988年4月、講談社）
- 燃えて走った！日本一速い男と呼ばれて（1988年5月、立風書房）
- 車のパワーがよみがえる 120％の性能を引き出すメンテナンス 星野一義著（1991年7月、ソニーマガジンズ）ISBN：4-7897-0662-1
- 私の愛したレーサー　日本一速い男の舞台裏　星野由紀子著（1991年10月、廣済堂出版）
- HOSHINO 聖地　星野一義写真集　撮影・岩田泉(1999年1月、三栄書房)
- 星野一義 走りの極意 今だから明かせる”日本一”のテクニック（2000年、講談社）
- GT-R Never Ends　星野一義写真集 HOSHINO IMPUL OFFICIAL PHOTO STORY （2002年11月、交通タイムス社）
- 星野一義 FANBOOK The Racing Legend 日本一速い男、闘魂の軌跡（2017年、モーターマガジン社）

### ビデオ・DVD
＊IMPUL OFFICIAL DVD 星野一義ヒストリー（2004年7月、ジェネオンエンタテイメント）※VHS版も発売

### LPレコード
- 「激走」日本一速い男／星野一義（1979年2月、東芝レコード）

監修：加藤しげき、音楽：矢野立美、解説：今宮純、池沢さとし

### ゲームソフト
- ストレートビクトリー ～星野一義への挑戦～（1998年、PlayStation用、カルソニック株式会社）

### アニメ作品
- 激走!ルーベンカイザー（1977年10月～1978年2月、東映、テレビ朝日、大広）※稲垣謙三と共に監修を担当。

### CM・広告
- 旭光学工業 カメラ PENTAX ME（1978年）
- 日産自動車（1982年 S110型シルビアRS）（1996年 「この瞬間が日産車だね」R33型スカイラインGT-R）
- 日本ラジヱーター ※現マレリ（1985年 グループCカー）
- アライヘルメット（1987年）
- 日本たばこ産業（1988 - 91年 CABIN）
- 日本石油 ※現ENEOS（1993年）
- ブリヂストン（1993年「走る・止まる・曲がる・守る」菊池桃子と共演）